# Otocinclus batmani
Otocinclus batmani és una espècie de peix de la família dels loricàrids i de l'ordre dels siluriformes.

## Morfologia
Els mascles poden assolir els 3,7 cm de llargària total.

## Distribució geogràfica
Es troba a Sud-amèrica: Colòmbia i el Perú.